# Manon Veenstra
Manon Veenstra, née le 6 juillet 1998 à Zwolle, est une coureuse cycliste néerlandaise, spécialiste du BMX.

## Biographie
Manon Veenstra devient championne des Pays-Bas de BMX juniors (moins de 19 ans) en 2015. Chez les élites, elle n'obtient pas immédiatement de résultats. En 2021, elle monte pour la première fois sur le podium en tant que deuxième  du championnat des Pays-Bas. Aux championnats d'Europe, elle atteint la  finale et termine septième. À la fin de l'année, elle prend la sixième place aux championnats du monde de pump track. En plus du sport, elle étudie la psychologie à l'Université ouverte des Pays-Bas et travaille comme infirmière.
En 2022, elle se révèle lors de la Coupe du monde, où elle atteint la finale de cinq des huit manches et se classe cinquième du classement général. En 2022 et 2023, elle se qualifie également pour les finales des mondiaux de BMX, se classant respectivement sixième et septième. Lors de la Coupe du monde de BMX 2024, elle monte à trois reprises sur le podium d'une manche et termine deuxième du classement général final.

## Palmarès en BMX

### Jeux olympiques
- Paris 2024
  -  Médaillée d'argent du BMX

### Championnats du monde
- Nantes 2022
  - 6e du BMX
- Glasgow 2023
  - 7e du BMX

### Coupe du monde
- 2017 : 16e du classement général
- 2018 : 25e du classement général
- 2019 : 46e du classement général
- 2020 : 28e du classement général
- 2021 : 35e du classement général
- 2022 : 5e du classement général
- 2023 : 24e du classement général
- 2024 : 2e du classement général

### Championnats d'Europe
- Besançon 2023
  -  Médaillée de bronze du contre-la-montre par équipes en BMX

### Coupe d'Europe
- 2017 : 10e du classement général
- 2022 : 10e du classement général

### Championnats des Pays-Bas
- 2015
  -  Championne des Pays-Bas de BMX juniors
- 2021
  - 2e du BMX
- 2022
  - 3e du BMX